# Ivano Newbill
Ivano Miguel Newbill (ur. 12 grudnia 1970 w Sedalii) – amerykański koszykarz, występujący na pozycjach niskiego i silnego skrzydłowego.
W 1998 roku zagrał epizod w filmie Bud, pies na medal.

## Osiągnięcia
NCAA
- Uczestnik:
  - rozgrywek Sweet Sixteen turnieju NCAA (1992)
  - turnieju NCAA (1991–1993)
- Mistrz turnieju konferencji Atlantic Coast (1993)

Drużynowe
- Mistrz CBA (2000)
- Wicemistrz:
  - Polski (2002)
  - USBL (1994, 1995)
- Zdobywca Superpucharu Polski (2001)

Indywidualne
- Zaliczony do I składu najlepszych obcokrajowców PLK (2001)
- Lider TBL w zbiórkach (2001)[2]